# Балка Самойлова
Балка Самойлова, Самійлова (рос. Б. Самойлова) — балка (річка) в Україні у Покровському районі Донецької області. Ліва притока річки Вовчої (басейн Дніпра).

## Опис
Довжина балки приблизно 5,31 км, найкоротша відстань між витоком і гирлом — 4,88  км, коефіцієнт звивистості річки — 1,09 . Формується декількома балками та загатами.

## Розташування
Бере початок на північно-східній стороні від села Сокіл. Тече переважно на південний захід через село Євгенівку і впадає у річку Вовчу, ліву притоку Самари.
Населені пункти вздовж берегової смуги: Східне.

## Цікаві факти
- У XX столітті на балці існувала водокачка, газголдер та декілька газових свердловин[3].